# Satan's Little Helper
Satan's Little Helper (Brasil: O Ajudante do Satã ) é um filme de comédia produzido nos Estados Unidos e dirigido por Jeff Lieberman. Foi lançado diretamente em DVD no dia 4 de outubro de 2005.